# Tumba de Cristóbal Colón

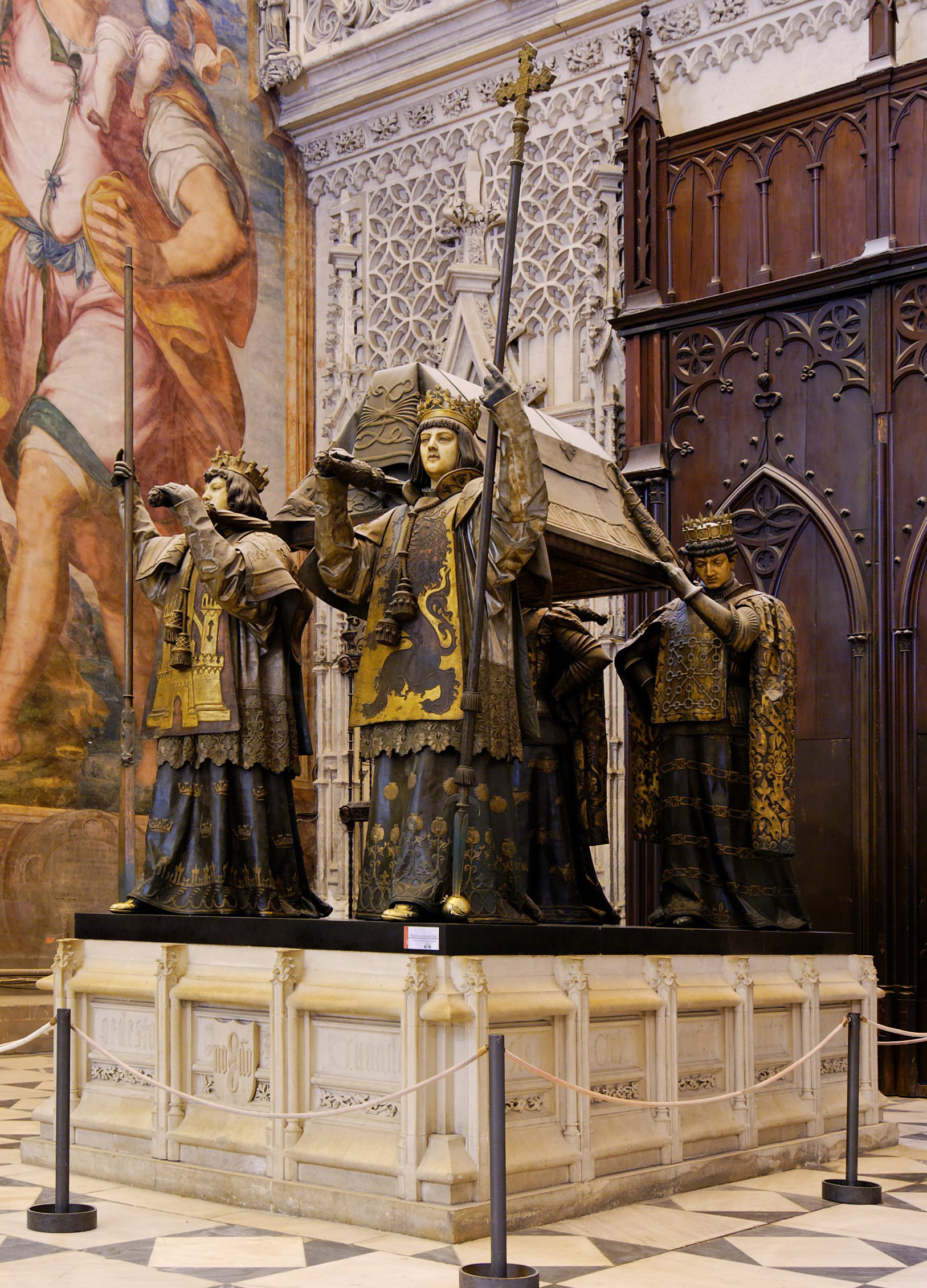
Tumba de Cristóbal Colón de la Catedral de Sevilla (lado derecho del crucero). La inscripción del pedestal dice así: «Cuando la isla de Cuba se emancipó de la Madre España, Sevilla obtuvo el depósito de los restos de Colón, y su ayuntamiento erigió este pedestal».

La tumba de Cristóbal Colón se encuentra en la Catedral de Sevilla desde 1899. Previamente estuvo situada en Valladolid, en el Monasterio de la Cartuja de Sevilla, en Santo Domingo y en La Habana.

## Historia

### Valladolid
El 20 de mayo de 1506 fallece Cristóbal Colón en Valladolid. Su fallecimiento se produce en esa urbe porque se encontraba siguiendo a la Corte itinerante de Fernando el Católico. No se sabe exactamente en qué lugar se produjo la muerte, aunque pudo ser o bien en una modesta posada o en la casa de un marinero llamado Gil García donde se encontraba de invitado. Sus funerales se celebraron en la Iglesia de la Antigua de Valladolid y se depositó su cadáver en el Convento de San Francisco de la ciudad.

### La Cartuja de Sevilla
Su hijo Diego mandó trasladar los restos de Colón al Monasterio de Santa María de las Cuevas, más conocido como la Cartuja de Sevilla, probablemente, por el cariño que sentía Colón hacia este lugar. Los restos fueron entregados a la comunidad cartuja de Sevilla el 11 de abril de 1509. El traslado fue realizado por un primo de Cristóbal Colón, Juan Antonio Colón, que a su vez fue mayordomo de Cristóbal y de su hijo Diego.

### Santo Domingo
Bartolomé de Las Casas, en su obra Historia de las Indias, finalizada en 1561, fue el primero en decir que el cadáver había sido trasladado desde Sevilla a la capilla mayor de la iglesia catedral de Santo Domingo. El historiador del siglo XIX Antonio López Prieto narra que los restos fueron sacados del Monasterio de Santa María de las Cuevas, llevados a una carabela y trasladados a Santo Domingo en 1536. Sin embargo, Antonio López Prieto basa su relato en un manuscrito de 1549, titulado Relación de cosas de La Española, que está perdido.
Autores posteriores a Bartolomé de las Casas, como Diego Ortiz de Zúñiga, en su obra Anales, también narra que los restos fueron trasladados de Sevilla a Santo Domingo. 
La fecha de 1536 coincide con un documento del monasterio que dice que esa fue la fecha de la entrega de los restos, sin embargo "entrega" puede ser simplemente a nivel formal, a la expedición del documento de entrega, y no es sinónimo de salida, porque hay razones para creer que esta salida pudo haberse producido algunos años después. 
Las capillas mayores de las catedrales americanas se consideraban Real Patronato, y solo se podía enterrar allí a las personas autorizadas por el rey. María de Toledo, viuda del hijo de Colón, como virreina, prima de Fernando el Católico, sobrina del duque de Alba, hija del comendador mayor de León, vecina de Santo Domingo y benefactora de su catedral se consideraba con empaque suficiente como para reclamar al rey Carlos el traslado de los restos del almirante.
La fecha de 1536 para el traslado no parece probable. Existen Cédulas Reales de Carlos V donde se ordenaba al deán y cabildo de la catedral de Santo Domingo enterrar en ella a Cristóbal Colón y a su hijo Diego. Las cartas y documentos de este proceso están fechadas en 1537, 1539, 1540. Además, las obras de la catedral de Santo Domingo no terminaron hasta 1540.
Por tanto, si se pone en entredicho la fecha de 1536, no se sabe con certeza en qué fecha exacta se hizo el traslado de Sevilla a Santo Domingo.
Se da también la coincidencia de que el 9 de julio de 1544 sale una flota de Sevilla hacia Santo Domingo. En dicha flota iba la virreina María de Toledo. Es probable que en este viaje hubiera llevado los restos de Cristóbal Colón y de Diego Colón, sucesor de Cristóbal y marido de la virreina y que había muerto en el municipio toledano de La Puebla de Montalbán el 23 de febrero de 1526. Los restos de su esposo, Diego, habían sido enterrados también en el Monasterio de la Cartuja de Sevilla. En esa flota también iba Fray Bartolomé de las Casas y llegaron a Santo Domingo el 9 de septiembre. Pudiera argumentarse también que los restos de Colón fueron llevados a La Española en un viaje de Sevilla a Santo Domingo que hizo Luis Colón, nieto del almirante, en 1540.
Aún sin conocerse la fecha, parece claro que se le trasladó a América, siendo enterrado en la Catedral de Santo Domingo, donde se mantuvo hasta 1795, cuando fue trasladado a La Habana.

### Traslado a La Habana

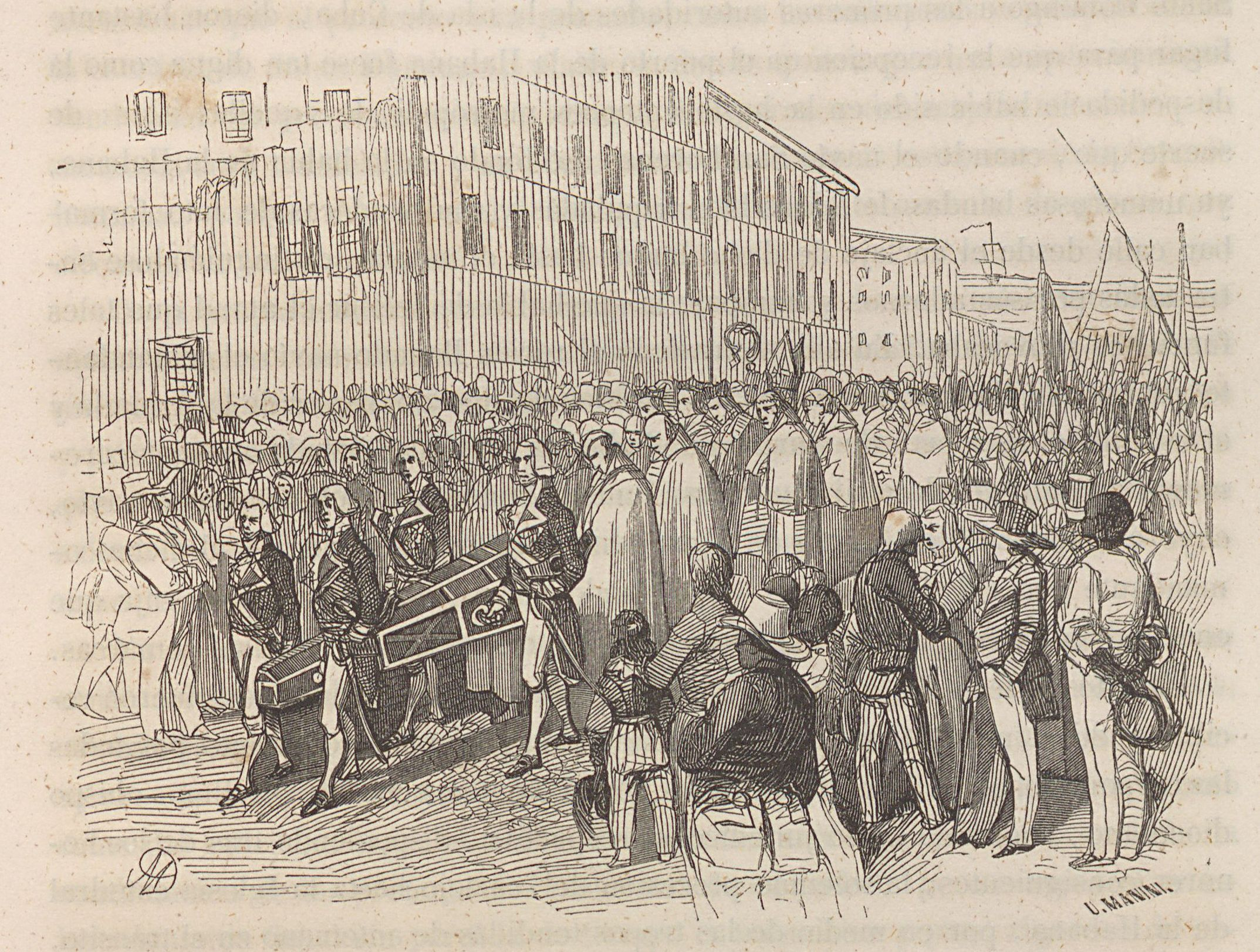
Traslado de los restos de Colón desde Santo Domingo (1795)

Por la cesión de la isla a Francia, firmado el 22 de julio de 1795, España cedía a la República Francesa la parte que aún poseía de la isla La Española. Era el reinado de Carlos IV y el arzobispo de Santo Domingo era fray Fernando Portillo y Torres, de familia distinguida y gran formación académica. Entre las varias actuaciones que se iban a llevar a cabo en la isla el arzobispo Portillo considera que una de las tareas más importantes es el traslado de los restos de Colón a La Habana. Esperó la llegada, el 8 de noviembre de 1795, del comandante en jefe de las fuerzas españolas en el Caribe, Gabriel de Aristizábal para que, aparte de evacuar a mucha gente, promoviese el traslado de las cenizas del almirante.
Con el apoyo del arzobispo Portillo, el general Aristizábal, y las autoridades políticas Joaquín García y José Antonio Urízar, este último representante del descendiente de Colón, el duque de Veragua. El proyecto de exhumación se fijó para el 16 de diciembre de 1795, aunque el traslado fue aprobado formalmente por real orden el 5 de marzo de 1796. 
La exhumación se produjo el 20 de diciembre de 1795. Existe testimonio escrito de todos los que participaron en la exhumación, así como dos actas, una abreviada y otra completa, levantadas por el escribano José Francisco Hidalgo. Se abrió una bóveda que estaba junto al presbiterio donde se tomó la caja, que se encontraba deshecha y con los huesos dispersos. El representante del duque de Veragua había encargado para meter los restos una caja nueva de plomo dorada, que a su vez metió en una ataúd de cedro forrada de terciopelo rojo con galones de oro, que a su vez iba en otra caja exterior. Los huesos dispersos, así como las planchas de metal de la caja deshecha, pasaron a la caja nueva. El representante del duque de Veragua dice que fueron varios pedazos de huesos de canilla y cráneo y cenizas. Al día siguiente se celebraron en la catedral honras fúnebres con misa solemne y oración fúnebre. A las 4 y media de la tarde de ese día 21 de diciembre, en presencia de la Real Audiencia y de un cortejo de gala, los restos se dirigieron al Puerto, donde el general Aristizábal portó los restos hasta el bergantín bautizado como el Descubridor y se trasladó hasta la bahía de Ocoa, donde trasbordó los restos al barco San Lorenzo. El San Lorenzo, gobernado por Tomás de Ugarte, llevó los restos al puerto de La Habana, ya que su destino era la catedral de la ciudad. El barco llegó al puerto el 5 de enero y entonces comenzaron los preparativos para un recibimiento de gala. En el puerto, el 19 de enero, los restos fueron recibidos por el comandante general Juan de Araoz, delegado de Aristizábal, y fueron entregados al gobernador de la isla Luis de la Casas, en un acto solemne en el que participaron las autoridades civiles, militares y eclesiásticas. Posteriormente los restos fueron llevados a la catedral, donde el gobernador se los entregó al obispo cubano, Felipe José de Trespalacios. Los huesos son colocados en un nicho y en 1822 se realizarán obras para agrandarlo para incorporar una caja de caoba forrada de plomo con una Constitución de 1812, una medalla conmemorativa de esta y otras de plata de Carlos III y Carlos IV y algunos textos civiles y eclesiásticos. Además se colocó una nueva lápida que decía: ¡O restos e imagen del gran Colón/Mil siglos durad unidos en la urna/Al Código Santo de nuestra nación!. En 1823, cambios políticos en España obligaron a quitar esta urna de plomo con el texto constitucional y se cambió el epitafio por: ¡O restos e imagen del gran Colón/Mil siglos durad guardados en la urna/Y en la remembranza de nuestra Nación!.
Desde mediados del siglo XIX el Ayuntamiento de La Habana pensó en realizar un monumento para albergar los restos del almirante. En principio se pensó en construir un monumento por suscripción pública y colocarlo en el cementerio de la ciudad. Posteriormente, se pensó en realizar un momento sepulcral para la Catedral de La Habana. El ministro de Ultramar encargó la elección del monumento a la Real Academia de Bellas Artes de San Fernando, en Madrid. Se escogió el proyecto realizado por el escultor madrileño Arturo Mélida en 1891, que es el que finalmente sería finalizado en la Catedral de Sevilla en 1902. El Museo del Prado de Madrid conserva un modelo escultórico del monumento, en cera patinada, que tras una delicada restauración en 2021 ha sido incorporado a la exhibición permanente.

### Traslado a la Catedral de Sevilla

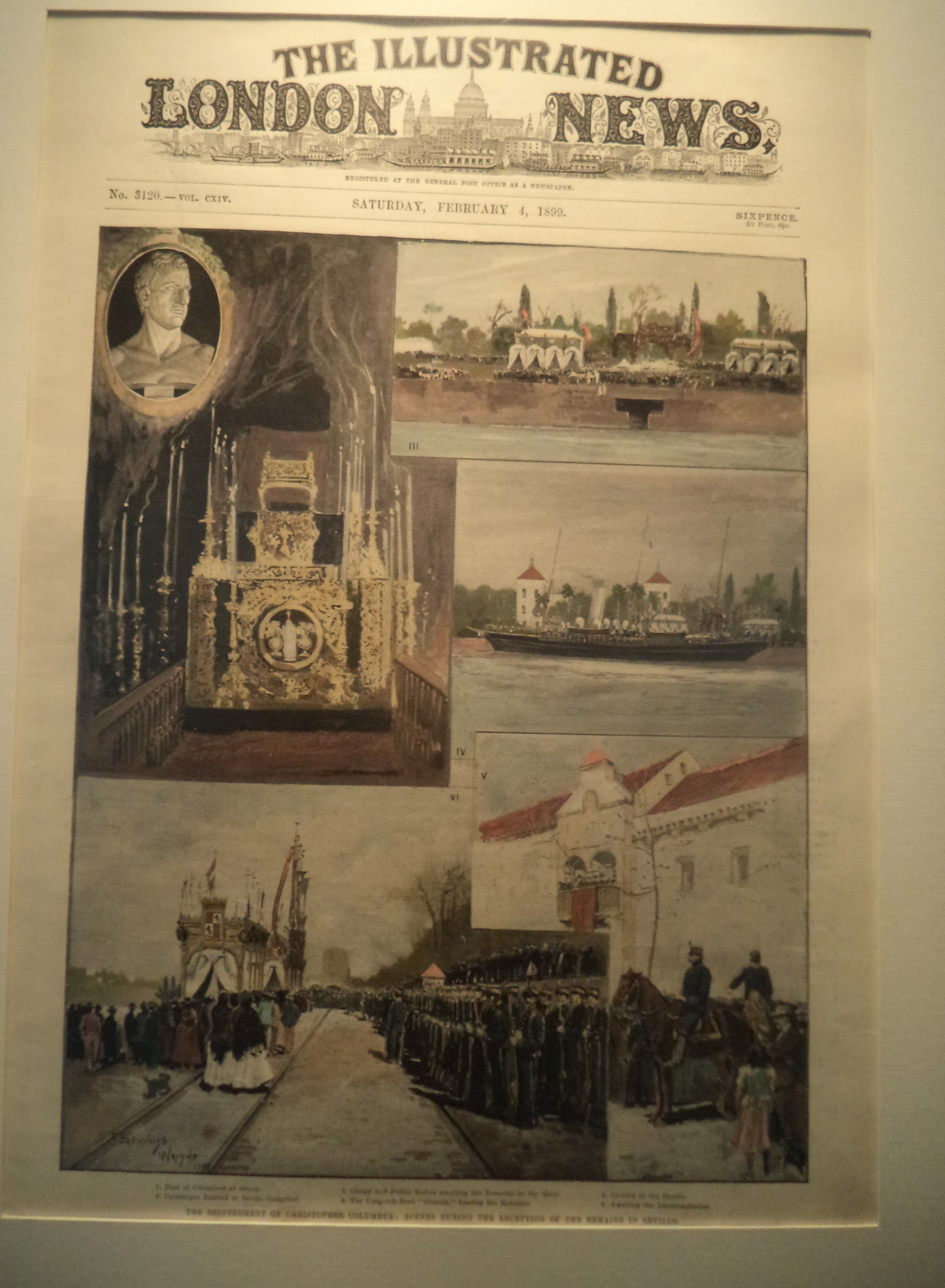
Traslado de los restos de Colón a Sevilla en 1899 en un periódico de noticias ilustradas londinense.

Tras la pérdida de Cuba en 1898 el sentir de España era de un profundo pesimismo, que se hacía notar incluso en el exterior. El periódico parisino Le Figaro llegó a afirmar "Esperemos que los diplomáticos, cuya misión ha de ser negociar el tratado de paz, tendrán presente la piadosa reclamación de la nación española, que no se llevará de las antillas más que un puñado de cenizas". Efectivamente, los españoles deseaban trasladar los restos de Colón de La Habana a España. El duque de Veragua, el gobierno de España y las Cortes se posicionaron a favor de traer los restos. El 16 de septiembre el gobierno de Práxedes Mateo Sagasta autorizó el traslado. El 26 de septiembre de 1898 se extrajo la caja del nicho. La caja se puso bajo llave y el gobernador general entregó la llave al obispo. El deán se hizo cargo de la custodia de la caja y hubo en todo momento guardia en la puerta.
Hubo un debate sobre dónde colocar los restos. Se pensó en situarlos junto al sepulcro de los Reyes Católicos en Granada, en llevarlos a Huelva, al Monasterio de la Rábida, a la mezquita de Córdoba y al Panteón de Marinos Ilustres de San Fernando. Sin embargo, la decisión la tomó el descendiente de Colón, el duque de Veragua, que dijo que debían de reposar en la Catedral de Sevilla.
El 13 de diciembre la urna embarcó en el crucero Conde de Venadito. En el barco también fueron transportados los restos de Joaquín Bustamante, capitán de navío que había muerto en la guerra de Cuba. El 16 de enero de 1899 el barco llegó al puerto de Cádiz, y su capitán, Esteban de Arriaga, entrega los restos y los documentos que certificaban su autenticidad al comandante del buque Giralda, Rafael Rodríguez de Vera, para entregárselos luego al duque de Veragua y que este los entregara a quien deseara.
La regente María Cristina establecerá por Real Decreto del 12 de enero de 1899 que:

a su llegada a Sevilla y en su condición a la catedral, se tributarán a los restos mortales de Cristóbal Colón los honores fúnebres que la Ordenanza señala para el Capitán General del Ejército que muere en plaza con mando en jefe.

El 19 de enero atracó el buque Giralda en el muelle del Guadalquivir, escalinata de San Telmo, y subieron a bordo el alcalde de Sevilla, el duque de Veragua y el notario que levantó acta. El comandante entregó la caja al Duque, que a su vez la entregó al alcalde para que las custodiara. Luego, en comitiva solemne, se dirigieron hacia la Catedral, donde el alcalde entregó la urna al arzobispo. La caja estuvo de manera provisional en un túmulo erigido en la cripta del Sagrario.

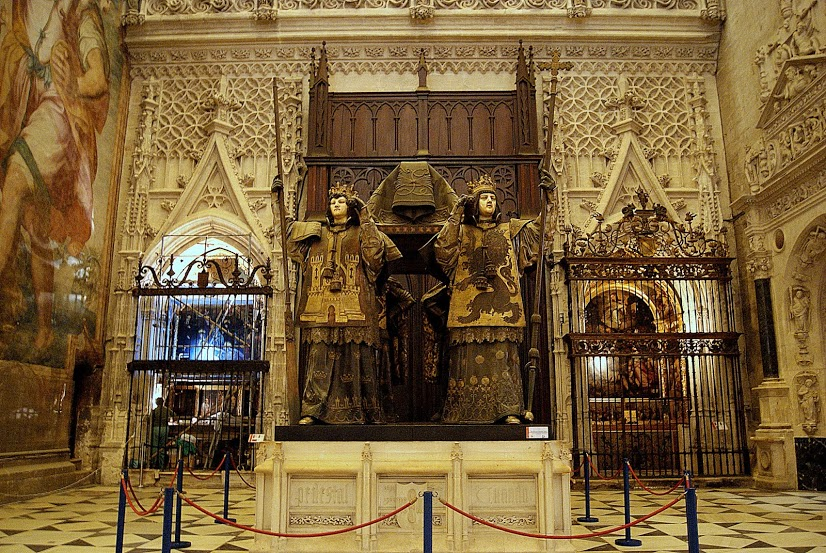
Tumba de Colón en la Catedral de Sevilla.

En un primer momento se pensó que el lugar definitivo sería la capilla de Nuestra Señora de la Antigua, tal vez recordando las palabras de Diego Colón en su testamento de 1509, sin embargo la gran cantidad de enterramientos en dicha capilla hubiera provocado que, con el peso del mausoleo colombino se hubiera deteriorado todo. Con la intervención del autor del monumento, Arturo Mélida, se decidió por colocar la tumba junto al gran mural de San Cristóbal de la catedral, frente a la puerta de los Príncipes o de San Cristóbal.
El 17 de noviembre de 1902, en presencia del duque de Veragua, del alcalde, del arzobispo, del cabildo y de las autoridades provinciales, se hicieron las exequias solemnes y se trasladaron la caja con los restos del Sagrario hasta el mausoleo realizado por Arturo Mélida. Para custodiarla, dicho escultor edificó un monumento en el que cuatro heraldos representantes de los cuatro reinos españoles (Castilla, León, Aragón y Navarra) sostienen un féretro.
El féretro es decorativo y no posee las dimensiones del almirante, porque los restos se encuentran en una caja en su interior, la urna de plomo dorada realizada en 1795. En la tapadera de la caja pone: "Aquí yacen los huesos de Cristóbal Colón, primer almirante y descubridor del Nuevo Mundo R.I.P.A.".
Según los últimos estudios de ADN mitocondrial realizados en la Universidad de Granada en 2006, donde se contrastaron los restos de Colón con los de su hermano mayor Diego, los restos que se encuentran en Sevilla son auténticos.

## La voluntad de Colón
La virreina María de Toledo argumentó que Cristóbal Colón deseaba ser enterrado en La Española y muchos historiadores han dicho que puso en su testamento ser enterrado en el Monasterio de Santa María de las Cuevas (Sevilla). Sin embargo, Colón, en sus disposiciones, no dejó escrito dónde quería ser enterrado. A este respecto, Diego Colón, su hijo, dirá en su testamento del 16 de marzo de 1509:

E por cuanto yo no tengo asignado lugar cierto para la perpetua sepultura del almirante mi señor padre, que santa gloria haya, ni del mío, digo que mi voluntad sería y es que se hiciese una sepultura muy honrada en la capilla de la nueva iglesia mayor de Sevilla, encima del postigo, que es frontero a la sepultura del cardenal Mendoza; y cuando allí no pudiese ser, mando que mis albaceas escojan la iglesia y lugar que más competente fuese para nuestra honra, estado y salud; que allí se fabrique y haga la dicha sepultura perpetua, dándole perpetua renta y dotación...

Aunque el mismo Diego, posteriormente, en su testamento del 8 de septiembre de 1523, dirá:

E asimismo encargó que su cuerpo fuese sepultado en esta isla [La Española] pues más acebpta sepultura no podía ni pudo elegir que en estas partes, las cuales Dios milagrosamente le quiso dar a conocer, desubrir e ganar

## Otras teorías
Existen varias teorías alternativas. Las dos principales son la de que los restos de Colón no abandonaron la Catedral de Santo Domingo y la de que no abandonaron el Monasterio de Santa María de las Cuevas.

### En Santo Domingo
Esta teoría dice que, en 1795, por intención o por error, se llevaron los huesos de un miembro de su familia. Los restos oficiales de Colón habrían seguido en la Catedral Primada de Santo Domingo hasta ser trasladados al Faro a Colón en 1992. Esta teoría es la que sostienen la práctica totalidad de los historiadores de República Dominicana. 

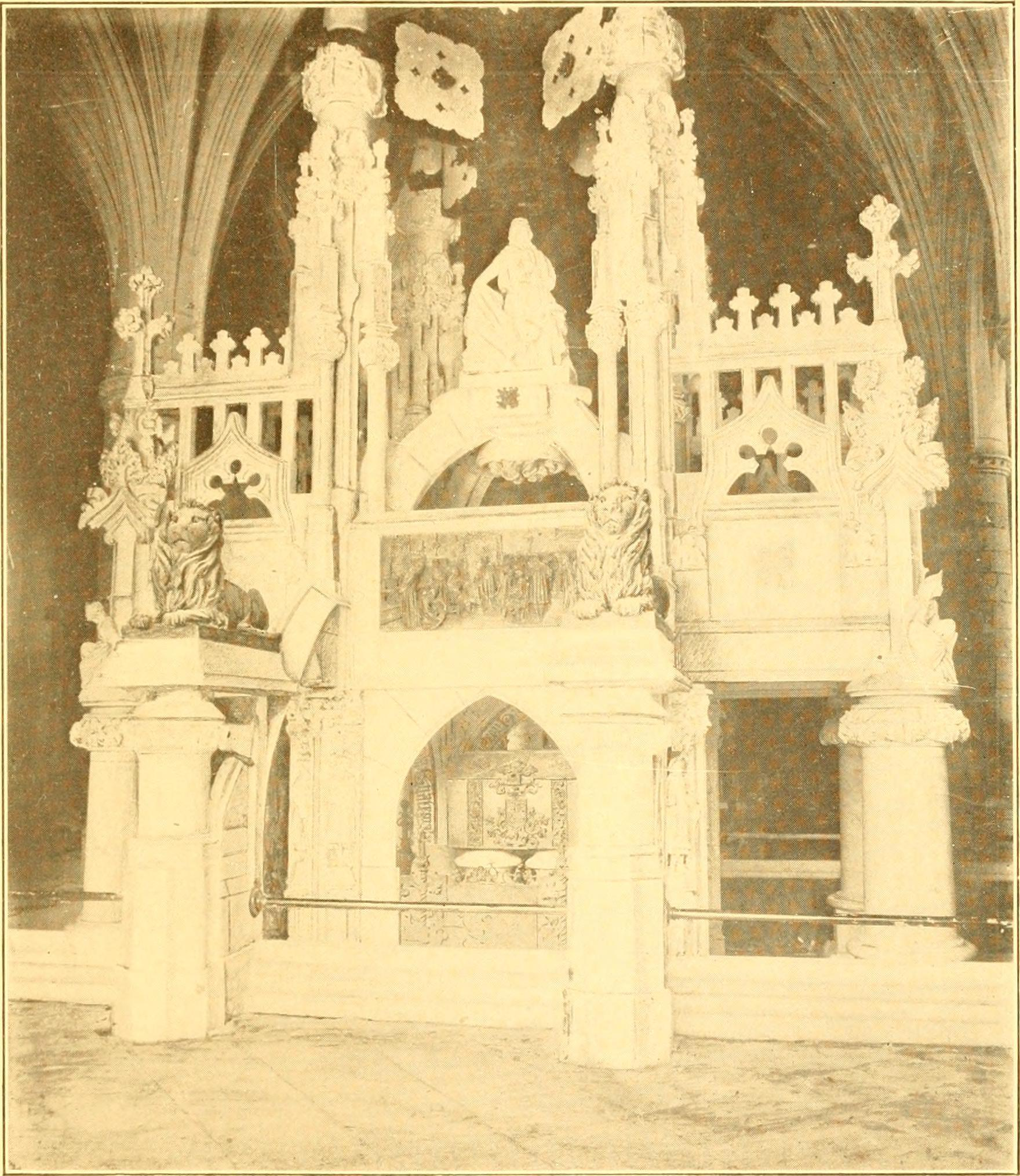
Tumba de Colón en la Catedral Primada de América, Santo Domingo.

Fue en 1809, cuando Santo Domingo volvió a estar bajo soberanía española, cuando comenzaron las negociaciones para que los restos regresaran a la Catedral dominicana. La petición de 1812 fue apoyada por el duque de Veragua y el Consejo de Regencia lo autorizó, sin embargo las autoridades de La Habana lo desaconsejaron por la inseguridad de la isla de La Española.
Por otro lado, Italia, que en el siglo XIX se encontraba en fervores nacionalistas, solicitó los restos de Colón a España, por ser este marino probablemente nacido en Génova.
En la primavera de 1877 el arzobispado de Santo Domingo decide hacer obras en el presbiterio de la Catedral. En dichas obras, en un día cuya fecha exacta se desconoce y existiendo diversas versiones de cómo se produjo el hallazgo, se descubre una caja de plomo con los restos de Luis Colón y Toledo, nieto del almirante. Las planchas de plomo donde aparecía la inscripción fueron robadas, aunque posteriormente fueron devueltas. El arzobispo, que era el italiano Roque Cocchia, apoyado por el embajador de Italia, anima a seguir buscando restos colombinos en el presbiterio. Entre el 8 y el 10 de septiembre se descubrieron algunas sepulturas. Finalmente, el 10 de septiembre de 1877 se encuentra una caja en una bóveda y se convoca al arzobispo, al cónsul de Italia, al ministro de Interior, al clérigo encargado de las obras, Francisco Javier Billini y Hernández y al ingeniero Castillo. Cuando se quitó el cascajo que envolvía a la caja se pudo leer De la A Per. Ate., y en los lados las letras C, C y A. En la parte interior de la misma tapa, cincelado en caracteres góticos alemanes, ponía Yllustre y Esdo. Varón D. Cristóbal Colón, junto con muchos huesos humanos.

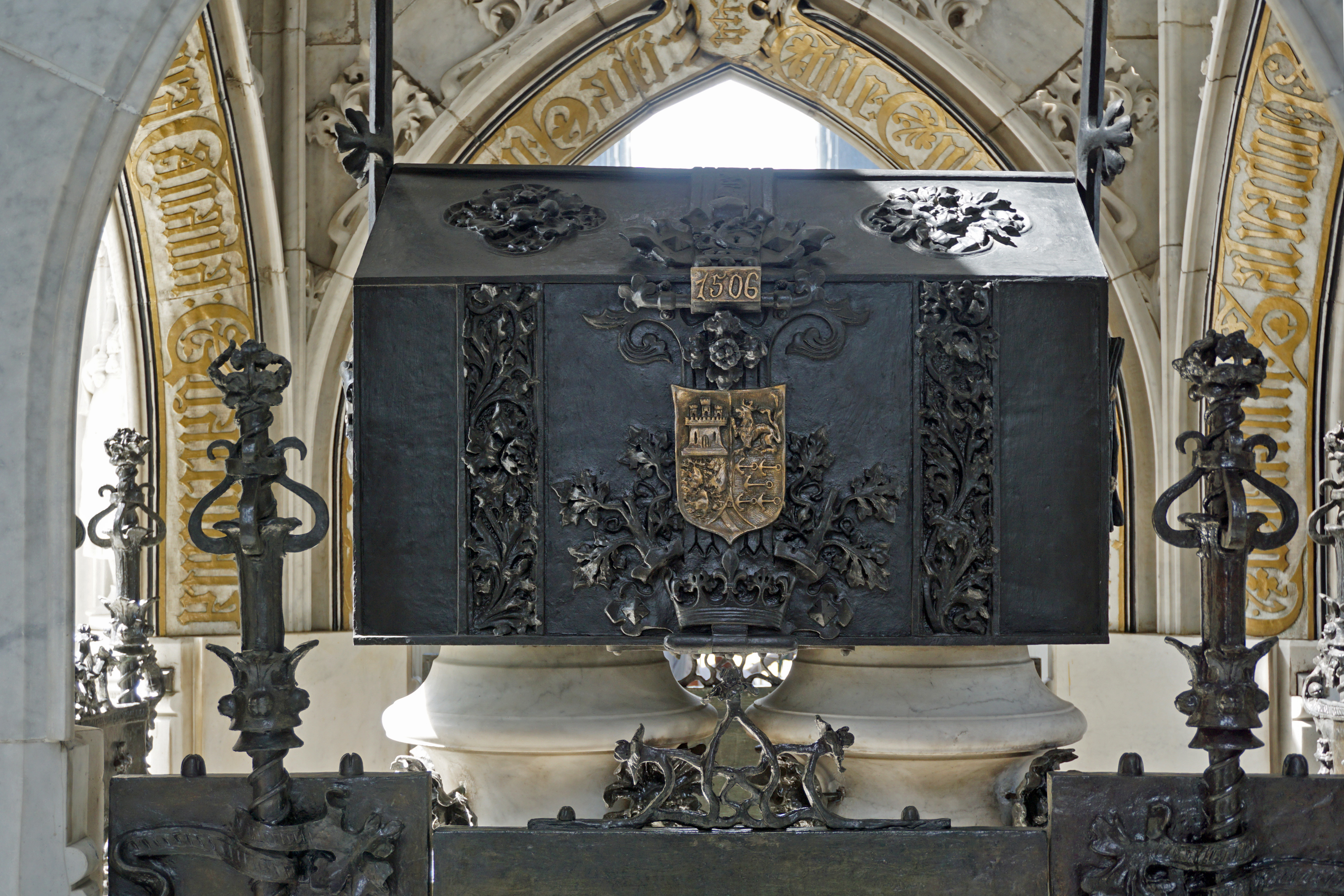
Caja con los restos de Colón en el mausoleo del Faro a Colón, Santo Domingo Este.

Tras lo cual se cerraron las puertas de la catedral y se convocó a las autoridades más representativas, incluido el presidente de la República Dominicana. Posteriormente, se mandaron comunicados a los jefes de Estado europeos y americanos, a algunos historiadores y a la Sociedad Ligur de Historia Patria de Génova. Tras ser analizados los huesos el ministro de Justicia recogió las cenizas que se habían desprendido de estos durante la clasificación y se las entregó, con la aprobación de todos, al cónsul de Italia, Luis Cambiaso. Se llevaron luego a la Sociedad Ligur y se hizo un acto en que se entregó a todos los participantes una parte de las cenizas y hasta el papa León XIII recibió las suyas.
España dudó de este hallazgo, ya que el traslado en 1795 se había realizado con todas las garantías. Desde la Real Academia de la Historia se tomaron el asunto muy en serio. Fue enviado González de la Fuente a indagar sobre el hallazgo pero no descubrió casi nada. Posteriormente fue enviado Antonio López Prieto.
Antonio López Prieto cuenta que, al realizarse unas obras en la Catedral de Santo Domingo, se encontró, el 28 de junio de 1877, una caja de plomo que contenía algunos restos humanos y en una de sus planchas había una inscripción que decía "El almirante don Luis Colón, Duque de Veragua y Marqués de...". Se sabe que Luis Colón permutó su título de virrey por el de duque de Veragua y marqués de Jamaica, con lo cual López Prieto supuso que debía poner "Jamaica". Antonio López, tras varios intentos, pudo analizar el interior de la caja hallada posteriormente y que se suponía de Colón y pudo descubrir una inscripción en una planchuela de plata en su interior que decía Ua pte de los rtos del pmer Ate D Cristoval Colon Des.

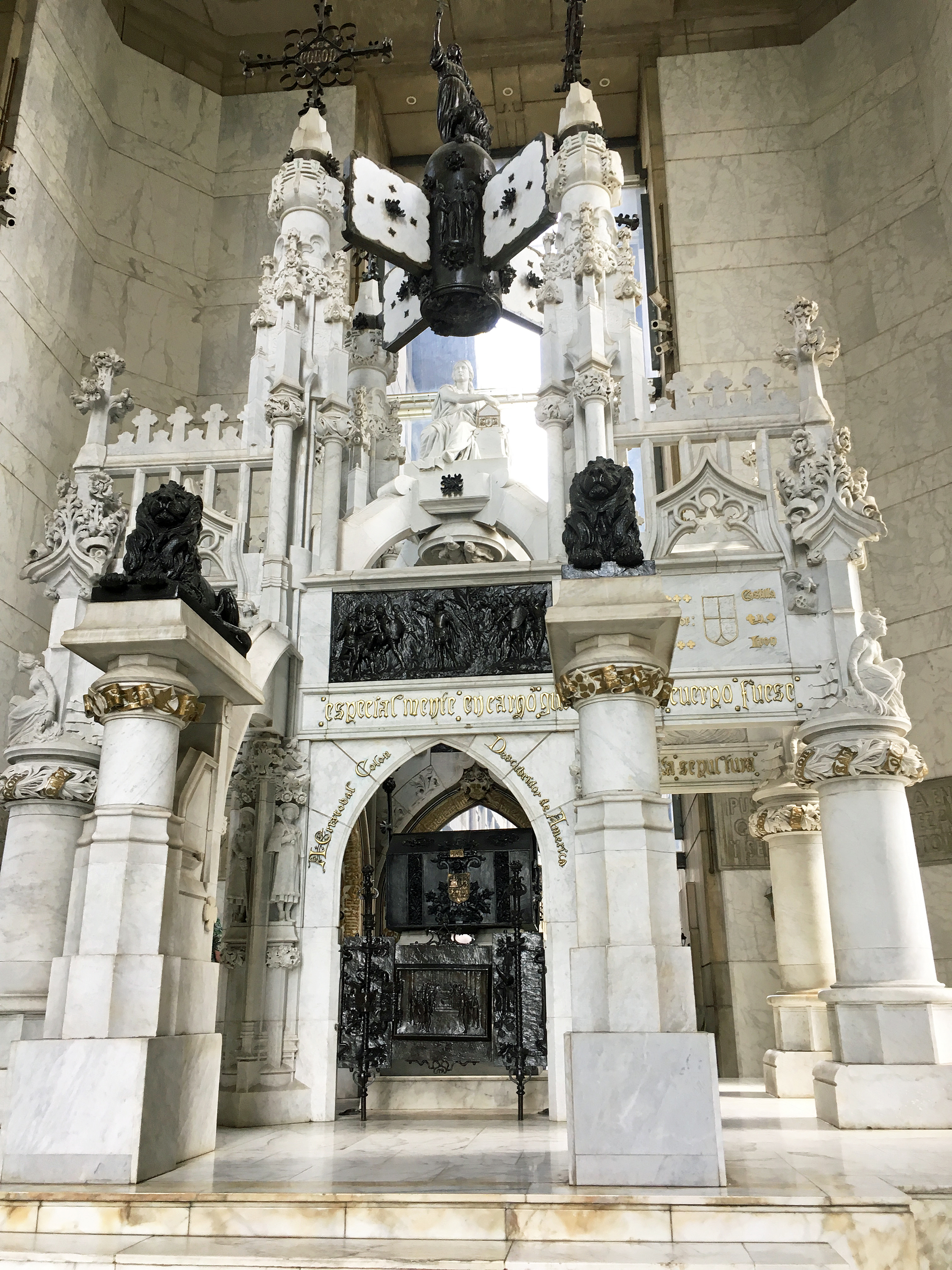
Tumba de Cristóbal Colón localizada en el Faro a Colón en Santo Domingo Este, República Dominicana.

Existe un documento sin fechar escrito en Madrid titulado Synodo diocesando del Arzobispado de Santo Domingo donde se decía que, junto a la caja de plomo con los restos de Luis se encontraba una caja de plomo con los restos de su hermano Cristóbal Colón. Ciertamente, Luis, nieto del almirante Cristóbal Colón, tenía un hermano llamado Cristóbal Colón y Toledo que fue sepultado en la Catedral de Santo Domingo.
En 1879 los supuestos restos de Colón se trasladaron desde la Iglesia de Regina Angelorum hasta la capilla de Rodrigo de Bastidas de la catedral. En 1898 se construye dentro de la catedral un mausoleo de mármol y bronce para los restos. En la V Conferencia Internacional Panamericana que tuvo lugar en 1923 en Chile se convoca un concurso internacional para la construcción de un monumento para los restos de Colón. En 1931 se le concede el concurso al arquitecto Joseph Lea Gleave. Rafael Leónidas Trujillo empezó su construcción el 14 de abril de 1948 aunque no logró terminarse hasta que, por empeño personal del presidente Joaquín Balaguer, se finalizó en 1992. El monumento recibe el nombre de Faro a Colón.
La conveniencia política de este hallazgo de 1877 suscitó una polémica académica sobre su autenticidad. En 2005, cuando se estaban analizando los restos de Colón de Sevilla para confirmar su autenticidad el equipo de científicos españoles solicitó repetidas veces viajar a Santo Domingo para analizar esos restos, sin embargo contestaron con evasivas en repetidas ocasiones.

### La de Serra Pickman
Carlos Serra Pickman (1881-1951) creía que los restos de Cristóbal Colón podrían no haber salido nunca de la Capilla de Santa Ana del Monasterio de Santa María de las Cuevas.
En la década de 1930 se realizó una excavación en la cual se encontró la bóveda funeraria en el centro de la Capilla de Santa Ana y en 1950 se realizó otra donde, en dicha bóveda, se encontraron los restos de un varón de unos 60 años aquejado de artritis. Sin embargo, estos restos fueron identificados como los de su hermano, Diego Colón, que, de acuerdo con los registros históricos, fue enterrado en dicha capilla y cuyos restos seguían ahí en el momento de la excavación.